# Knut Rettig
Knut Rettig (* 1962) ist ein deutscher Volleyballtrainer.

## Werdegang
Rettig wuchs in Baden-Baden auf. Er war sechs Jahre beim Elmshorner MTV tätig und führte die Männermannschaft des Vereins als (Spieler-)trainer von der Landesliga bis in die Regionalliga.
Rettig wechselte 1988 aus Elmshorn zur VG Alstertal-Harksheide und wurde dort Assistenztrainer, später betreute er die VG bis 1992 als hauptverantwortlicher Trainer in der Frauen-Bundesliga. Dort gehörte auch seine Ehefrau Andrea Marunde zu seinen Spielerinnen. Mitte Juli 1992 wurde Rettig zunächst als neuer Trainer des Zweitligisten TG 1862 Rüsselsheim vermeldet, trainierte dann aber die Frauen des 1. VC Hamburg in der 2. Bundesliga. Im September 1992 erlangte Rettig in Köln einen Abschluss als Diplom-Trainer. Mit dem 1. VCH, die das Hamburger Abendblatt wegen der wirtschaftlichen Schwierigkeiten des Vereins als „Spartruppe“ bezeichnete, erreichte er 1993 den Meistertitel in der 2. Bundesliga Nord, verpasste jedoch in der Relegationsrunde den Bundesligaaufstieg. 1993/94 war Rettig sowohl Trainer der Damen des 1. VCH als auch Spielertrainer beim Regionalligisten SV Lurup. Lurup betreute er 1994/95 auch in der 2. Bundesliga sowie 1995/96 in der Regionalliga. 1996 verließ er den Verein.
1994 wurde er Trainer des Hamburger Bundesligisten TV Fischbek. 1996 wurde Rettig unter Bundestrainer Olaf Kortmann auch Assistenztrainer der deutschen Herrennationalmannschaft. Der SV St. Georg, für den Rettig hauptberuflich als Geschäftsführer arbeitete, stellte ihn für diese Aufgabe frei. 1997 stieg er mit Fischbek in die 1. Bundesliga auf, 1998 wieder ab. 1999/2000 war Rettig mit Fischbek erneut Bundesligist, man konnte sich jedoch nicht in der Spielklasse halten. 2001 gelang als ungeschlagener Zweitligameister die Rückkehr in die höchste deutsche Spielklasse. Rettig blieb bis zum Ende der Saison 2002/03 im Amt, in der mit dem dritten Platz das beste Ergebnis der Vereinsgeschichte erreicht wurde. Danach war er beratend bei den Fischbekerinnen tätig. Im Dezember 2013 wurde er wieder Mitglied des Trainerstabs des Bundesligisten und arbeitete dem Trainergespann Marina Cukseeva / Johnny Westreicher Mick zu. Mitte Januar 2015 wurde er vorübergehend Assistenztrainer beim Bundesligisten VT Aurubis Hamburg, dem Nachfolgeverein des TV Fischbek.
Bis Ende Mai 2017 amtierte Rettig 17 Jahre lang als Hamburger Landestrainer, seine Aufgabe war die Betreuung der weiblichen Nachwuchsspielerinnen. Die weibliche U20 des Niendorfer TSV mit seiner Tochter Louisa Marunde als Spielerin erreichte unter Rettig als Trainer 2018 bei der Norddeutschen Meisterschaft den zweiten Platz, 2019 führte Rettig in derselben Altersklasse den SC Alstertal-Langenhorn zum Norddeutschen Meistertitel.
Er war Referendar am Hamburger Gymnasium Hamm, im August 2001 wurde er als Lehrer für PGW und Sport am Gymnasium Heidberg tätig und übernahm an der Schule die Aufgabe als Leistungssportkoordinator. Er trat die Leitung des Fachausschusses Volleyball der Hamburger Schulbehörde an.